# Arethusa Ribeiro
Arethusa Ribeiro Nunes – brazylijska zapaśniczka i judoczka. Czwarta na igrzyskach Ameryki Południowej w 2006 roku w turnieju zapaśniczym.